# Bar Z's New Cook
Pour plus de détails, voir Fiche technique et Distribution.
Bar Z's New Cook est un film muet américain réalisé par Thomas H. Ince, sorti en 1911.

## Fiche technique
- Titre : Bar Z's New Cook
- Réalisation : Thomas H. Ince
- Scénario : Thomas H. Ince
- Producteur : Thomas H. Ince
- Société de production : Bison Motion Pictures, New York Motion Picture
- Sociétés de distribution : Motion Picture Distributors and Sales Company (États-Unis)
- Pays d'origine :  États-Unis
- Langue : Anglais
- Métrage : 300 m
- Format : Noir et blanc — 35 mm — 1,33:1 — Muet
- Genre : Comédie, Western
- Durée : 10 minutes
- Dates de sortie : 
  -  États-Unis : 12 décembre 1911

## Distribution
- Francis Ford
- Ethel Grandin
- Thomas H. Ince